# 大中臣頼基
大中臣 頼基（おおなかとみ の よりもと）は、平安時代中期の貴族・歌人。備後掾・大中臣輔道の子。官位は従四位下・神祇大副。三十六歌仙の一人。

## 経歴
醍醐朝後期の延長元年（923年）神祇少祐に任ぜられると、延長5年（927年）神祇権大祐、朱雀朝の承平3年（933年）神祇権少副と神祇官の官人を歴任する一方、天慶2年（939年）には伊勢神宮祭主を兼ね、天慶4年（941年）従五位下に叙爵した。
その後、天慶8年（945年）従五位上・神祇大副、天慶9年（946年）村上天皇の大嘗祭での祭主の労により 正五位下と昇進し、天暦5年（951年）従四位下に至る。
天徳2年（958年）卒去。一説では、天暦10年（956年）卒去で享年73とする。最終官位は祭主従四位下行神祇大副。

## 人物
大中臣氏は代々祭祀を掌る家系であるが、同じく三十六歌仙の一人で梨壺の五人にも数えられる子息の能宣を始めとして、輔親・伊勢大輔へと連なる大中臣氏における歌人の祖となる。宇多上皇の信任が厚く、『大井川行幸和歌』や『亭子院歌合』への参加のほか、屏風歌・賀歌などへ進詠した歌が多く残されている。『拾遺和歌集』（2首）以下の勅撰和歌集に10首入集。家集に『頼基集』がある。

## 逸話
頼基の子の能宣がまだ若かったころ、敦実親王家の子の日に参上して「ちとせまで限れる松も今日よりは君にひかれてよろづ代や経む（＝千年の限りの命の松も、今日からは君に導かれて永久に生きるだろう）」というめでたい歌を詠んだ。人々はこの歌を称賛したけれども、それを聞いた父頼基は、そばにあった枕を手に取り能宣を強く打った。そして「もし天皇の子の日に召し出されたら、いったいこれ以上のどんな祝い歌を詠むつもりなんだ。この愚か者め」と言って戒め、宮廷歌人としての心得を示したという。（『袋草紙』）

## 官歴
注記のないものは『三十六人歌仙伝』による。
- 昌泰4年（901年） 6月：神祇少祐
- 延喜22年（922年） 日付不詳：正六位上[6]
- 延長5年（927年） 正月：神祇権大祐
- 承平3年（933年） 正月：神祇権少副
- 天慶2年（939年） 10月7日[7]：兼祭主
- 天慶4年（941年） 正月7日：従五位下
- 天慶8年（945年） 正月7日：従五位上[6]。10月：神祇大副（超越齊部泰行）[6]
- 天慶9年（946年） 11月19日：正五位下（大嘗会賞）[6]
- 天暦5年（951年） 正月7日：従四位下
- 天徳2年（958年）[3]、または、天暦10年（956年）[4]卒去（祭主従四位下行神祇大副）

## 系譜
- 父：大中臣輔道
- 母：不詳
- 妻：不詳
  - 男子：大中臣能宣（921-991）